# Francesco Molin
Francesco Molin (Venezia, 21 aprile 1575 – Venezia, 27 febbraio 1655) fu il 99º doge della Repubblica di Venezia.
Venne eletto il 20 gennaio 1646. Durante tutto l'arco di tempo del suo dogado proseguì la guerra contro i Turchi per il possesso dell'isola di Creta (proseguita fino al 1669) e fu necessario reperire nuovi fondi "vendendo" l'accesso al patriziato veneto in cambio di 130.000 ducati a persona per poter sopportare le spese di guerra.

## Biografia

### Giovinezza

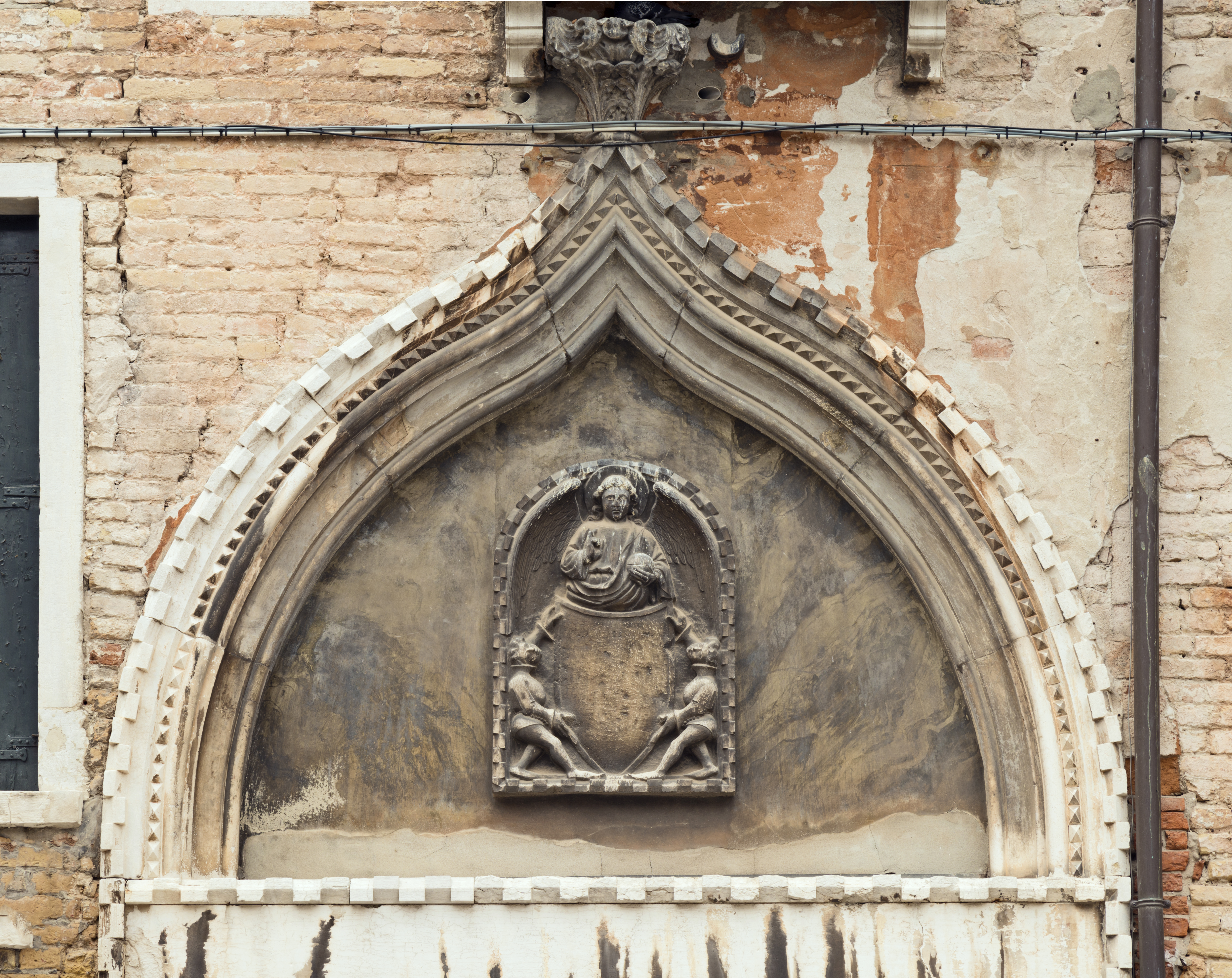
Lo stemma sopra il portale del Palazzo Molin di Campo San Maurizio, Venezia

Figlio di Marino e Paola Barbarico, sin da giovanissimo il Da Molin si dedicò alla carriera navale e militare in genere; fu più volte capitano di nave e provveditore in numerosi porti militari.
Anche se nella sua vita non dovette affrontare grosse difficoltà comunque si dimostrò sempre uomo pratico e pragmatico, adattissimo anche alla diplomazia ed al compromesso.
Era diventato procuratore per meriti e nel 1645 era diventato capitano generale contro i turchi.
Suo grande problema di salute fu la gotta che, durante tutta la sua vita, lo colpì continuamente impedendogli a volte di poter operare secondo le sue complete capacità.

### Dogato

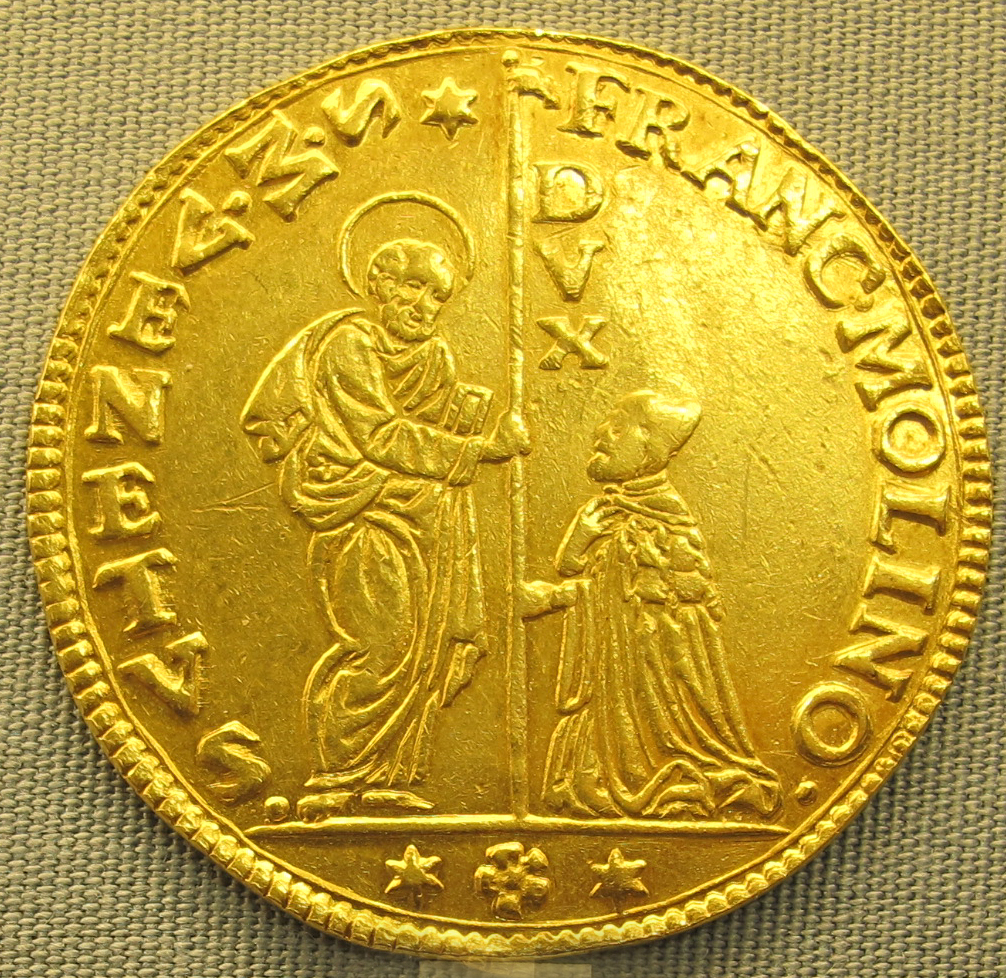
Francesco Molin inginocchiato davanti a san Marco sulla moneta da 10 zecchini

Dopo la morte di Francesco Erizzo il 20 gennaio 1646, dopo ventidue scrutini, riuscì ad ottenere il numero minimo di voti da parte degli elettori e divenne il novantanovesimo doge della città lagunare.
Durante i primi anni del suo dogato fece fortificare i dintorni di Venezia e la Dalmazia cercando di portare la guerra all'interno del territorio in possesso dei turchi.
Durante questi anni l'esercito veneziano ottenne alcune vittorie, come la conquista della fortezza di Clissa, ritenuta imprendibile (1648), ma senza mutare a proprio vantaggio la situazione militare.
Per quanto Venezia sconfiggesse flotte ed eserciti nemici la pressione del nemico non diminuiva, e l'impero turco poteva contare su un'ampia base demografica per ricostituire le proprie forze.
Nel tentativo di allentare almeno la pressione i comandanti veneziani condussero le proprie flotte sin dentro lo stretto dei Dardanelli, distruggendo più flotte avversarie, ma senza mai cogliere la vittoria decisiva.
Nel 1654 e nel 1655 l'ammiraglio Lazzaro Mocenigo aveva quasi conquistato Costantinopoli (prima e seconda spedizione veneziana dei Dardanelli), perdendo poi accidentalmente la vita durante una terza incursione nel 1657.
Lo stallo delle operazioni e la grande dispendiosità dell'apparato bellico costrinsero lo stato a cercare qualsiasi fonte di reddito; una di esse fu la vendita della nobiltà patrizia in cambio di 130.000 ducenti (90.000 ducati come “regalo” ed altri 40.000 come "prestito").
Lo scandalo fu notevole ma il doge, molto pragmatico, preferì incassare le generose offerte giunte dal ceto mercantile che, così, vedeva possibile il suo accesso alla nobiltà.

### Ultimi tempi e morte
Il doge che resse con incredibile capacità lo stato sino quasi alla fine dei suoi giorni, alla fine soccombette alla calcolosi, e morì attorno alle 13 del 27 febbraio 1655 (l'ora è stata riportata dallo storico Andrea Da Mosto).
Le malelingue fecero notare che gran parte del “merito” della dipartita fu l'eccesso di vino, di cui il doge era noto bevitore tanto che, scherzosamente, la gente diceva di lui, usando il suo cognome: «L'è un Mulino, non da vento, non da acqua, ma da vino!»